# Karel Rychlík
Karel Rychlík (1885 — 1968) foi um matemático tcheco. Contribuiu significativamente nos campos da álgebra, teoria dos números, análise matemática e história da matemática.